# Oriëntatie (stand)

Het bewegen van het coördinatenstelsel en verandering van oriëntatie en zijn hetzelfde.

De oriëntatie van een figuur in twee en drie dimensies in de meetkunde en van een star lichaam in de ruimte, bijvoorbeeld een vliegtuig, is de stand die ingenomen wordt ten opzichte van het coördinatenstelsel. Samen met de positie in de ruimte van een bepaald punt van het lichaam bepaalt deze de posities van alle punten van het lichaam. De oriëntatie heeft in twee dimensies één vrijheidsgraad, in drie dimensies drie. Behalve dat de oriëntatie door een rotatie in twee of een rotatie in drie dimensies wordt bepaald, kan de oriëntatie ook door een spiegeling worden bepaald. Het bewegen van het coördinatenstelsel en een verandering van oriëntatie, ten aanzien van een rotatie anders gezegd een passieve en actieve rotatie, komen op hetzelfde neer.
De oriëntering van hun heilige gebouwen is in een aantal religies van belang.